# Ogleni mikrofon
Ogleni mikrofon je prvi predstavnik mikrofonov, v 21. stoletju pa se uporablja samo še za potrebe telefonskih komunikacij. V radiofoniji se ne uporablja več.
Delovanje oglenega mikrofona je zasnovano na stikanju oglenih zrnc, ki se nahajajo v kovinskem ohišju. Ohišje je zaprto z elastično membrano, ki je električni prevodnik; od ohišja pa je električno izolirana, tako da se lahko tok med njo in ohišjem teče samo preko oglenih zrnc. Tlak zvočnih nihajev pritiska na membrano, ki odvisno od jakosti zvočnih nihajev povečuje ali zmanjšuje električni kontakt med zrnci, ohišjem in membrano. Zato se imenuje tudi kontaktni mikrofon. Oglena zrnca se lahko zaradi močnega toka tudi »zapečejo« in povzročajo velik šum, zato velja zanj omejitev med 100 in 200 mA. V telefoniji se je dolgo obdržal zaradi visoke izhodne napetosti, nizke cene, enostavne konstrukcije.
Zaradi velike občutljivosti nam daje možnost, da je zvočilo razmeroma dosti oddaljeno od mikrofona (govorimo lahko na večji razdalji - npr. 1,5 m).
Če pa je zvočilo preblizu, je nevarno, da se zrnca zapečejo in to povzroči lastni šum.

## Karakteristike povprečnega oglenega mikrofona
- velika občutljivost (10mV/μbar), prag občutljivosti je 0,001 do 0,1 Pa
- občutljivost na temperaturo in vlago
- neenakomerna frekvenčna karakteristika (resonančni minimum je pri 100 Hz, maksimum pri ca. 1-2 kHz)
- velika izhodna napetost (okrog 100 mV/Pa), zaradi enosmernega električnega toka oddaja do 1000-krat večjo energijo, kot jo prejema z zvokom